# Nihonga

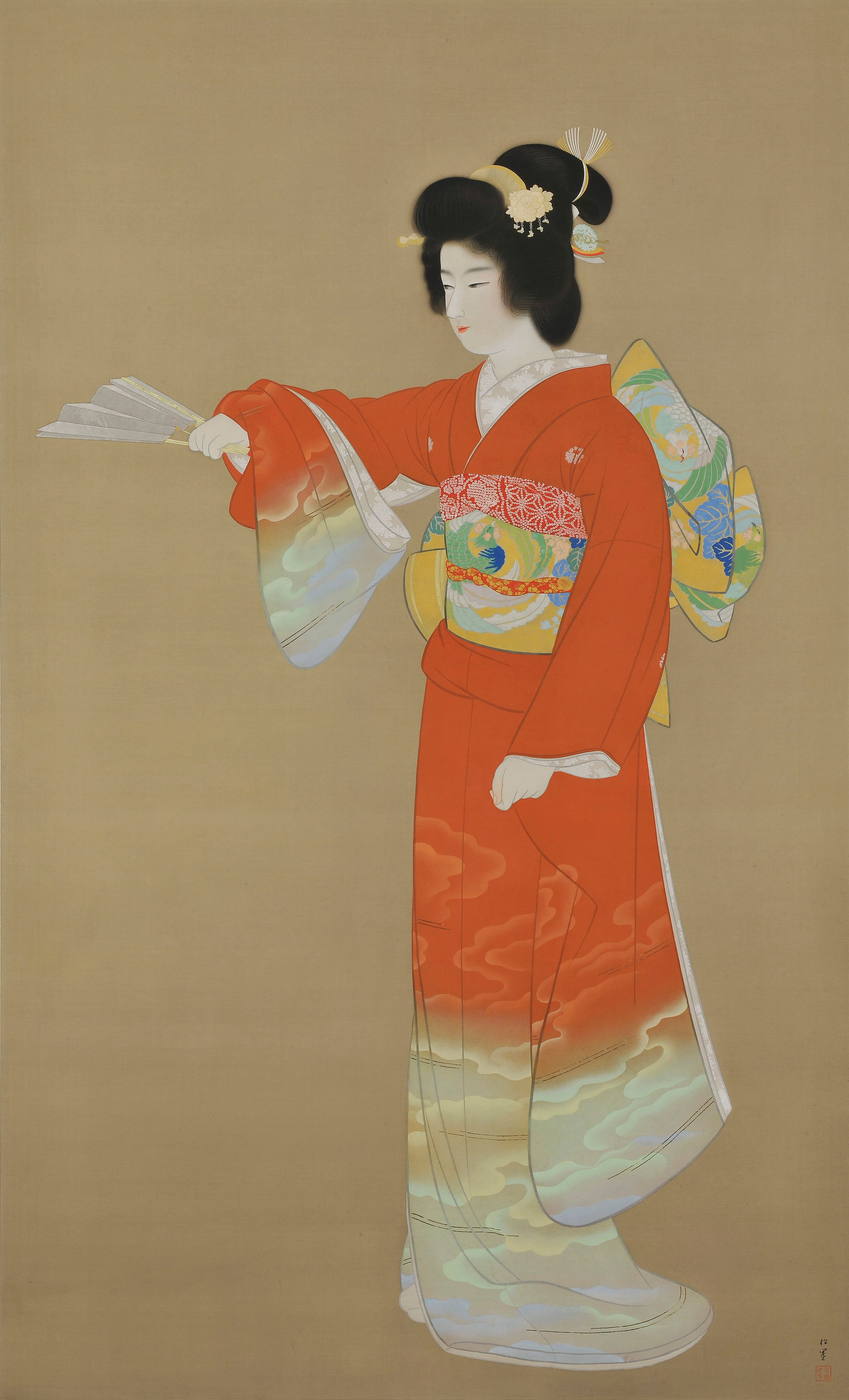
Jo no Mai (序の舞), por Uemura Shōen (1936).

Nihonga (日本画 Nihonga?) (o, literalmente, Pinturas de estilo japonés) son pinturas que se han realizado de acuerdo con las convenciones artísticas tradicionales de Japón, incluyendo técnicas y materiales. Aunque está basado en las tradiciones de más de mil años de antigüedad, el término fue acuñado en el periodo Meiji del Japón Imperial, para distinguir obras de estilo occidental, cuadros, o Yōga (洋画 Yōga?).

## Materiales
El Nihonga se suele ejecutar en washi (papel japonés) o eginu (seda), usando pinceles. Las pinturas pueden ser monocromada o policromada. Si es monocromada, normalmente se usa sumi (tinta china) a base de hollín mezclado con una cola de espina de pescado o se utiliza piel de animal. Si es policromada, los pigmentos se obtienen a partir de ingredientes naturales: minerales, conchas, corales, e incluso piedras semipreciosas como la malaquita, azurita y cinabrio. Las materias primas son en polvo en 16 gradaciones finas a texturas de granos de arena. Una solución de cola de piel, llamada nikawa, se utiliza como agente aglutinante para estos pigmentos en polvo. En ambos casos, se usa agua, por lo que el nihonga es en realidad un medio a base de agua. Gofun (carbonato de calcio en polvo que se hace de curado de conchas de ostras, almejas o vieiras) es un importante material utilizado en el nihonga. Diferentes tipos de gofun se utilizan como base, para las pintura menores, y como un fino color blanco superior.
Inicialmente, los Nihonga fueron producidos para colgar rollos (kakemono), que se desplazaban con la mano (emakimono) o biombos (byōbu). Sin embargo, la mayoría están ahora en papel estirado sobre paneles de madera, adecuados para enmarcarse. Las pinturas Nihonga no son necesarias que se pongan en invernaderos. Son archivadas durante miles de años.

## Técnicas
En el Nihonga monocromático, la técnica depende de la modulación de los tonos de tinta del más oscuro al más claro para obtener una variedad de matices de blanco, Pasando por los tonos de grises a los tonos de color negro verdoso y en ocasiones para representar árboles, agua, montañas o follaje.
En el Nihonga policromada, se pone un gran énfasis en la presencia o ausencia de esquemas, normalmente los contornos no se utilizan para representaciones de aves y plantas. Ocasionalmente, son lavados y las capas de pigmentos se utilizan para proporcionar efectos de contraste, y aún más ocasionalmente, la hoja de oro o de plata también se puede incorporar en la pintura.

## Desarrollo
| Artista | Hishida Shunsou |
| Año     | 1910            |

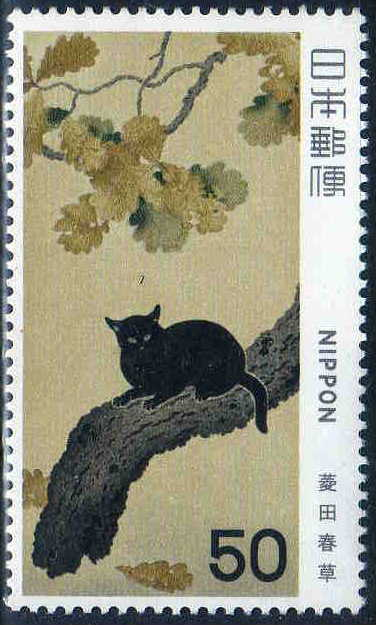
Kurokineko-zu (黒き猫図)

El impulso para revitalizar la pintura tradicional mediante el desarrollo de un estilo japonés más moderno llegó en gran parte de muchos artistas/educadores, que incluyen a; Shiokawa Bunrin, Kōno Bairei, Tomioka Tessai, y los críticos de arte Okakura Tenshin y Ernest Fenollosa que tratarón de combatir la infatuación Meiji de Japón con la cultura occidental, haciendo hincapié en que la importancia de los japoneses y la belleza de las artes tradicionales japonesas nativas. Estos dos hombres jugaron un papel muy importante en el desarrollo de los planes de estudio en las escuelas de arte más importantes, alentaron activamente y patrocinaron a varios artistas. Por su parte, también destacó Takehisa Yumeji, que se convirtió en uno de los artistas japoneses de Nihonga más famosos.
El Nihonga no era simplemente una continuación de las tradiciones pictóricas más antiguas. En comparación con Yamato-e la gama de temas se amplió. Además, los elementos estilísticos y técnicos de varias escuelas tradicionales, como el Kanō-ha, Rinpa y Maruyama Ōkyo se mezclaron juntos. Las diferencias que existían entre las escuelas del período Edo se reduce al mínimo.
Sin embargo, en muchos casos, los artistas realistas del Nihonga también adoptaron las técnicas de pintura occidentales, tales como la perspectiva y el sombreado. Debido a esta tendencia a sintetizar, aunque el Nihonga forma una categoría distinta dentro de las exposiciones anuales Nitten japoneses, en los últimos años, se ha vuelto cada vez más difícil establecer una clara separación en cualquiera de las técnicas o materiales entre Nihonga y Yōga.

## El Nihonga fuera de Japón
El Nihonga tiene muchos seguidores en todo el mundo; notables artistas del Nihonga que no se basan en Japón son Hiroshi Senju, el artista canadiense Miyuki Tanobe, artistas norteamericanos como Makoto Fujimura y Judith Kruger, y el artista indio Madhu Jain. Yiching Chen, artista taiwanés, enseña nihonga en los talleres de París. Judith Kruger ha impartido el curso "Nihonga: Entonces y Ahora" en la Escuela del Instituto de Arte de Chicago y en el Savannah, el departamento de cultura de Georgia.
El Nihonga contemporáneo ha sido el pilar del Dillon Gallery de Nueva York. Los artistas clave de la "edad de oro de la posguerra Nihonga" de 1985-1993 con base en la Universidad de Tokio de las artes que ha producido artistas globales cuya formación en Nihonga ha servido como base. Takashi Murakami, Hiroshi Senju, Norihiko Saito, Chen Wenguang, Keizaburo Okamura y Makoto Fujimura son los principales artistas que exhiben a nivel mundial, todo sale del plan de estudios a nivel de doctorado distinguido en la Universidad de Tokio de las artes. La mayoría de estos artistas están representados por Dillon Gallery.